# Тест руки
Тест руки (Hand test, тест руки Вагнера) —  проективная методика исследования личности, разработанная в 1962 году Эдвином Е. Вагнером. Система подсчета баллов и коэффициенты разработаны 3. Пиотровским и Б. Бриклин, в России тест адаптирован Т.Н. Курбатовой.
Тест относится к категории интерпретативных проективных методик, которые основываются на толковании испытуемым какого-либо события или ситуации, в данном случае — изображения руки.
Тест руки является средством глубинного исследования личности, в основном применяется для диагностики агрессивности среди взрослых и детей. Кроме того, тест позволяет прогнозировать склонность к «открытому агрессивному поведению», в том числе и сексуальному.

## Обоснование
В теоретическом обосновании авторы исходят из положения о том, что поскольку рука непосредственно вовлечена во внешнюю активность, то велико ее значение в восприятии пространства и человеческой деятельности. Таким образом, логично ожидать, что проективный личностный тест, в котором в качестве визуальных стимулов используются изображения руки, позволит на основании индивидуального восприятия обследуемого выявить его поведенческие тенденции.

## Описание методики

### Процедура проведения
Стимульный материал состоит из девяти карточек со стандартным изображением кистей рук и одной пустой карточки. Десять карточек последовательно предъявляются обследуемому со следующей инструкцией: «Что, по Вашему мнению, делает эта рука?».
Если обследуемый затрудняется с ответом, ему предлагается следующий вопрос: «Что, как Вы думаете, делает человек, которому принадлежит эта рука? Назовите все варианты, которые Вы можете представить».
При предъявлении первых нескольких карточек обследуемому необходимо напоминать о том, что надо называть все варианты ответов, которые он может представить, так как большее количество ответов позволяет получить более надежные результаты тестирования. Однако если после нескольких напоминаний обследуемый продолжает ограничиваться одним ответом, повторение инструкции следует прекратить.
Десятая карта (пустая) предъявляется с инструкцией: «Сначала представьте себе какую-нибудь руку, а затем опишите те действия, которые она может выполнять».
Любые ответы встречаются с одобрением. В случае неточного или неоднозначного ответа обследуемого просят пояснить. Необходимо избегать намеков, подсказок или навязывания ответов, допустимо только уточнение. Уточняющие вопросы могут быть примерно следующими: «Расскажите об этом немного подробнее», «Опишите подробнее данную ситуацию».
Карточку разрешается поворачивать и держать при ответе в любой позиции, выбранной обследуемым. Отмечается латентное время реакции на предъявляемые карточки стимульного набора, ответы обследуемого заносятся в бланк фиксации результатов.

### Обработка результатов
На первом этапе подсчитывается общее количество ответов, данных обследуемым.
На втором этапе осуществляется формализация ответов обследуемого посредством классификации по оценочным категориям. Затем подсчитывается общее количество ответов каждой категории.
При обработке полученных результатов каждый ответ испытуемого относят к одной из следующих категорий:
1) Агрессия (Agg) 
2) Директивность (Dir)
3) Аффектация (эмоциональность) (Aff)
4) Коммуникация (Com) 
5) Зависимость (Dep)
6) Страх (F)
7) Эксгибиционизм (демонстративность) (Ех)
 8) Увечность (Crip)
9) Описание (Des)
 10) Напряжение (Теп)
11) Активные безличные ответы (Act)
12) Пассивные безличные ответы (Pas)
13) Галлюцинации (Bas)
14) Отказ от ответа (Fail)
На третьем этапе подсчитывается процент ответов каждой категории по отношению к общему количеству ответов.
Далее с помощью формул могут быть вычислены склонность к открытому агрессивному поведению, степень личностной дезадаптации, тенденция к уходу от реальности и наличие психопатологии.

## Области применения
Тест руки наиболее часто используется в следующих областях:
1) В судебной психологии для анализа агрессивности и предсказания агрессивных действий преступников.
2) В условиях психиатрической клиники тест руки может применяться как средство первичного контакта с пациентом, средство оценки актуального состояния пациента, а также в качестве инструмента предсказания дальнейшего поведения пациента.
3) Профотбор и профориентация.
4) Диагностика межличностных отношений. Инструкция в этом случае несколько изменяется: испытуемого просят ответить на вопрос о том, что делает рука, изображенная на карточках, но при этом экспериментатор просит представить, что это рука конкретного человека.

## Тестирование детей
Так как тест руки отличается относительной простотой и не требует от обследуемого умения читать и писать, с его помощью возможно тестировать детей. В нашей стране методика адаптирована Т. Н. Курбатовой для взрослых испытуемых (старше 16 лет) и Н.Я. Семаго для детей от 4,5 до 11 лет.

## Оценка эффективности и критика
В отличие от большинства проективных методик, в которых внимание фокусируется на общей картине личности, а не на измерении отдельных ее свойств, данный тест допускает обе эти возможности. Он может быть использован как традиционный клинический инструмент для выявления существенных потребностей, мотивов, конфликтов личности.
Методика занимает промежуточное положение по степени неопределенности стимульного материала между тестом Роршаха и ТАТ. По возможности прогнозировать реальное поведение методика, по мнению ее авторов, превосходит тест Роршаха и ТАТ вследствие того, что ответы по ней более тесно связаны с моторной сферой человека.
Боуден отмечает, что «в отношении валидности тест руки выгодно отличается от других традиционно используемых проективных методик».
Достоверность теста была проверена в 1979 году методом повторного тестирования. Корреляция у теста руки составила от 30 до 89 баллов, причем для подобного рода тестов корреляция от 50 до 70 является показателем достаточно высокого уровня надежности. Таким образом достоверность результатов теста была подтверждена.
Слабым местом теста руки являются межкультурные различия. Во время подсчета результатов необходимо учитывать особенности жестикуляции той страны, откуда обследуемый родом.